# Wallace Roney
Wallace Roney (Filadelfia, Pensilvania; 25 de mayo de 1960-Paterson, Nueva Jersey; 31 de marzo de 2020) fue  un trompetista estadounidense de jazz (hard bop y post-bop).
Roney tomó clases de Clark Terry y Dizzy Gillespie y estudió con Miles Davis a partir de 1985, hasta la muerte de este último en 1991. Wallace atribuye a Davis el haberle ayudado en la forma de su enfoque creativo en la vida, así como el ser su maestro de música, su mentor y amigo; de hecho, él tiene la distinción de ser el único intérprete de trompeta al que Davis tuteló personalmente.

## Biografía
Nació en Filadelfia y asistió a la Universidad de Howard y al Berklee College of Music en Boston, Massachusetts, después de graduarse en la Duke Ellington Escuela de Artes de las Escuelas Públicas del Distrito de Columbia, donde estudió trompeta con Langston Fitzgerald de la Baltimore Symphony Orchestra. Cuando le descubrieron un oído perfecto a la edad de cuatro años, Wallace comenzó sus estudios musicales y de trompeta en el Conservatorio de Filadelfia. Estudió con el trompetista Sigmund Hering de la Orquesta de Filadelfia durante tres años. Hering presenta a Wallace en recitales de la Escuela, y con el Philadelphia Brass Ensemble, durante sus estudios de juventud en Filadelfia.
Cuando entró en la de Duke Ellington Escuela de Artes, Wallace Roney, ya había hecho su debut discográfico a la edad de 15 años con Nation y Haki Mahbuti, y en ese momento se reunió, entre otros con Bill Hardman, Valery Ponomarev, Woody Shaw (que se había hecho amigo suyo), Johnny Coles y Freddie Hubbard. Tocó con el Cedar Walton Quartet con Billy Higgins, Sam Jones y Philly Joe Jones a los 16 años de edad, con el apoyo de su maestro de escuela secundaria, el bajista Mickey Bass. Wallace había alcanzado notoriedad como un talentoso artista local en el área de Washington D. C. 
En 1979 y 1980, ganó el premio de Down Beat al Mejor Joven Músico de Jazz del Año, y en 1989 y 1990, ganó la Encuesta de los críticos del Down Beat para el Mejor Trompetista de la temporada.
A pesar de todas sus habilidades y principios de logros, pasó años mendigando para obtener trabajo. En su carrera en los primeros años 80, estaba sin hogar; vivía frugalmente, dormía en el suelo de los apartamentos de amigos, como recordó en el Washington Post al escritor James McBride. En 1983 su futuro se comenzó a mostrar más brillante, al menos temporalmente. Mientras participa en un homenaje a Miles Davis en el Bottom Line  en Manhattan, en realidad, pudo conocer a su ídolo. "Él [Davis] me preguntó qué clase de trompeta tenía," dijo a Time "y yo le dije que ninguna. Así que él me dio una de las suyas." A lo largo de dos tristes años 1984 y 1985, se vio obligado a tocar en bandas de danza latina y de baile de clubes de Nueva York, ya que una parte importante de la escena del jazz, había desaparecido. Pero en 1986, recibió un par de llamadas, en el mismo mes, para giras con los bateristas Tony Williams y Art Blakey, y después Roney ha sido uno de los más buscados trompetistas en el circuito profesional.
En 1986 sucedió a Terence Blanchard en los Art Blakey and the Jazz Messengers. En la década de los 80 y principios de los 90, fue parte integrante del Quinteto de Tony Williams. En 1991, Roney tocó con Miles Davis en el Festival de Jazz de Montreux. Después de la muerte de Davis en ese año, Roney giró in memoriam con otros discípulos de Davis como Wayne Shorter, Herbie Hancock, Ron Carter y Tony Williams y grabaron un disco, A Tribute to Miles, por el que ganaron un Premio Grammy. Ha formado parte de bandas con Art Blakey, Elvin Jones, Philly Joe Jones, Walter Davis Jr., Herbie Hancock, Tony Williams, Jay McShann, David Murray y McCoy Tyner, así como ha sido un destacado solista con Ornette Coleman, Sonny Rollins, Curtis Fuller, Carole King, Joni Mitchell y Dizzy Gillespie.

Su historia es única entre los músicos de su generación, porque él aprendió directamente de Miles Davis. De hecho, la influencia de Davis en Roney era tan profunda que Roney es capaz de conseguir una imitación perfecta de la Davis que engaña incluso a los más conocedores del jazz. Sin embargo, los críticos también han cuestionado que suene demasiado similar a su ídolo. El crítico Ron Wynn dijo al respecto: 
"[Roney] el tono, el timbre, el enfoque, el fraseo, y el sonido son tan estrechamente un espejo de Miles Davis en su fase pre-jazz/rock que ha sido criticado en muchos lugares, por ser un clon y un imitador... Es una  situación clásica; él hace un sonido tremendamente igual a Davis y no puede ser completamente absuelto de cargos de imitación. Pero también es un evocador intérprete de baladas y puede ser de fuego y explosivo en piezas rítmicas."
Roney grabó su álbum debut como líder, Verses, en Muse Records en 1987. Siguieron una serie de discos para Muse, Warner Bros Records y Concord Records/Stretch Records y en el momento en que cumplió 40 años en el año 2000 Roney había sido documentado en más de 250 grabaciones de audio. Posteriormente grabó los álbumes Mystikal (2005) y Jazz (2007), en HighNote Records.

## Vida personal
Wallace Roney es el hijo de Wallace Roney, U.S. Marshal y presidente de la Federación Americana de Empleados del Gobierno, nieto del músico de Filadelfia Roosevelt Sherman, y hermano mayor del Saxo tenor y soprano, Antoine Roney.
Falleció en Paterson (Nueva Jersey) a los cincuenta y nueve años a causa de la enfermedad COVID-19.

## Películas
- 2001 - La Visita - Jordan Walker-Perlman - arreglos musicales
- 1996 - Love Jones - arreglos musicales

## Discografía

### Como líder
Muse Records
- 1987 – Verses con Gary Thomas, Mulgrew Miller, Charnett Moffett, Tony Williams
- 1988 – Intuition con Gary Thomas, Kenny Garrett, Mulgrew Miller, Ron Carter, Cindy Blackman
- 1989 – The Standard Bearer con Gary Thomas, Mulgrew Miller, Charnett Moffett, Cindy Blackman, Steve Berrios
- 1991 – What's New con Marc Cohen, Charnett Moffett, Cindy Blackman, 1989
- 1990 – Obsession con Gary Thomas, Donald Brown, Christian McBride, Cindy Blackman
- 1991 – Seth Air con Antoine Roney, Jacky Terrasson, Peter Washington, Eric Allen
- 1993 – Munchin' con Ravi Coltrane, Geri Allen, Christian McBride, Kenny Washington
- 1993 – Crunchin' con Antonio Hart, Geri Allen, Ron Carter, Kenny Washington

Warner Bros
- 1994 – Misterios con Antoine Roney, Ravi Coltrane, Geri Allen, Clarence Seay, Eric Allen, Steve Berrios, Steve Thornton, Valtinho Anastacio, Gil Goldstein
- 1995 – Wallace Roney Quintet con Antoine Roney, Carlos McKinney, Clarence Seay, Eric Allen
- 1996 – Village con Antoine Roney, Chick Corea, Geri Allen, Clarence Seay, Lenny White, Michael Brecker, Pharoah Sanders, Robert Irving III, Steve Berrios

Savoy Records
- 2003 - No Job Too Big or Small con Eric Allen, Geri Allen, Cindy Blackman, Donald Brown, Ron Carter, many others

Concord Jazz
- 2001 – No Room for Argument con Geri Allen, Adam Holzman, Antoine Roney, Lenny White, Buster Williams, Steve Hall

Highnote
- 2004 – Prototype con Antoine Roney, Don Byron, Clifton Anderson, Geri Allen, Adam Holzman, Matt Garrison, Eric Allen, DJ Logic
- 2005 – Mystikal con Antoine Roney, Geri Allen, Adam Holzman, Matt Garrison, Eric Allen, Bobby Thomas,  Val Jeanty
- 2007 – Jazz con Antoine Roney, Geri Allen, Robert Irving III, Rashaan Carter, Eric Allen, Val Jeanty
- 2010 – If Only for One Night
- 2012 – Home

### Como músico de sesión
Con Geri Allen
- Maroons (Blue Note, 1992)
- Eyes in the Back of Your Head (Blue Note, 1997)
- The Gathering (Verve, 1998)
- Timeless Portraits and Dreams (Telarc, 2006)

Con Kenny Barron
- What If? (Enja, 1986)

Con Art Blakey
- Killer Joe (Union Jazz, 1981) – con George Kawaguchi
- Feeling Good (Delos, 1986)

Con Chick Corea
- Recordando a Bud Powell (Concord, 1997)

Con Dizzy Gillespie
- To Diz with Love (Telarc, 1992)

Con Helen Merrill
- Brownie-A Homage To Clifford Brown (Verve, 1994)

Con Superblue
- Superblue 2 (1989, Blue Note)

Con Tony Williams
- Civilization (1986, Blue Note)